# Predicat nominal
Predicat nominal és un tipus de predicat. En una oració normalment hi ha dos elements essencials, per una banda hi ha el subjecte (que és optatiu) i per l'altra hi ha el predicat (necessari). Depenent del tipus de verbs que es tenen, es parla de predicat nominal (o atribut) o predicat verbal (si expressa una acció del subjecte).

## Tipus de verbs
Els verbs copulatius són els que no tenen càrrega semàntica, és a dir, no tenen significat en si mateixos i el que fan és fer d'enllaç (còpula) entre els diferents elements d'una frase. Hi ha cinc verbs anomenats copulatius: ser, estar, semblar, parèixer i resultar.

### Ser
Ell és molt alt.
El verb ser no afegeix cap significat a l'oració, ja que l'únic que fa és posar-nos en contacte el subjecte: En Joan amb el seu complement alt.

### Estar
La Maria està tipa després de dinar.
En aquest cas el verb estar tampoc ens afegeix res més a la frase, ens torna a unir el subjecte amb el seu complement.

### Semblar o parèixer
Ell sembla (o pareix) cansat.

### Resultar
La brusa resulta cara.
De la mateixa manera que en els verbs anteriors, aquí el verb resultar ens aporta el mateix significat que els verbs ser,estar, "semblar" en les frases anteriors.

## Concordança amb el subjecte
El predicat nominal té la particularitat que, per una banda, el seu verb no aporta un significat nou, que senzillament fa d'enllaç i, per una altra banda, el complement concorda amb gènere i nombre amb el subjecte.
D'aquesta forma tenim la frase següent:
El nen és alt.
El nen és un sintagma nominal de gènere masculí i nombre singular, com que ha de concordar amb el seu complement, tenim que aquest ha de ser, també, masculí i singular i això és el que trobem en alt. Alt és un adjectiu de gènere masculí i nombre singular.
D'aquesta manera és impossible que trobem la frase següent:
*Els nens són alt.
Aquesta frase és incorrecta, ja que no segueix la norma de la concordança.